# Arthur Pougin
Arthur Paroisse-Pougin (6. august 1834 i Paris — 8. august 1921) var en fransk musikforfatter.
Han studerede ved Pariserkonservatoriet, lagde sig særlig efter violinspil, havde derefter ansættelse i forskellige kapeller, bland andet i Opéra Comiques, men opgav sin virksomhed som udøvende musiker for den musiklitterære. Foruden dag- og fagbladsartikler har Pougin skrevet en række større og mindre monografier — mest af biografisk karakter —, ligesom han forfattede de to supplementsbind til Fétis’ store Biographie universelle. Blandt Pougins arbejder kan nævnes Musiciens français du XVIII siècle, Les vrais créateurs de l’opéra français, Meyerbeer, Auber, Rossini, Notice sur Rode, Rameau, Méhul, L’opéra-Comique pendant la Révolution, Jean Jacques Rousseau musicien, Giuseppe Verdi et cetera.